# Friedhof Nördlingen

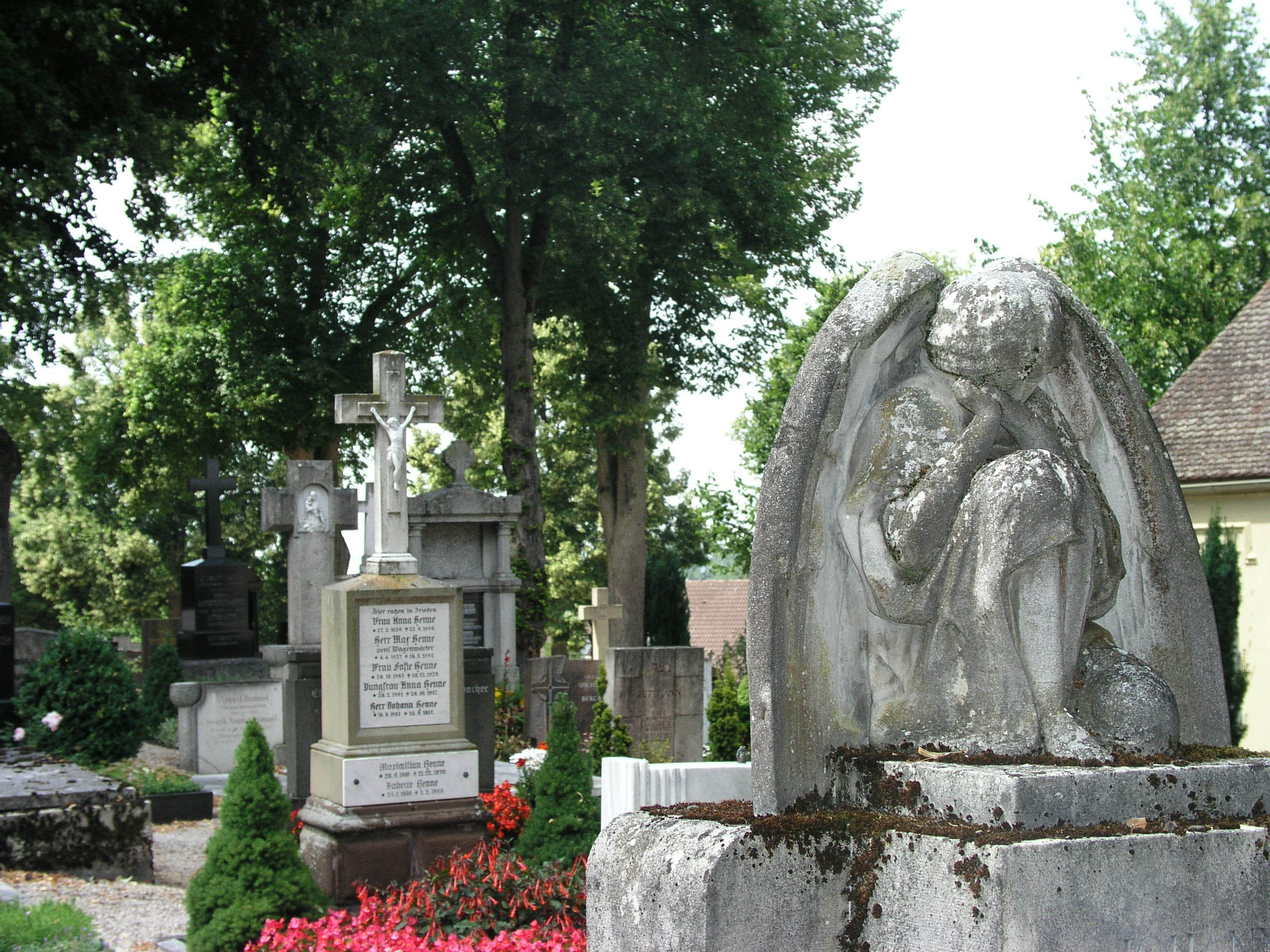
Evangelischer Friedhof

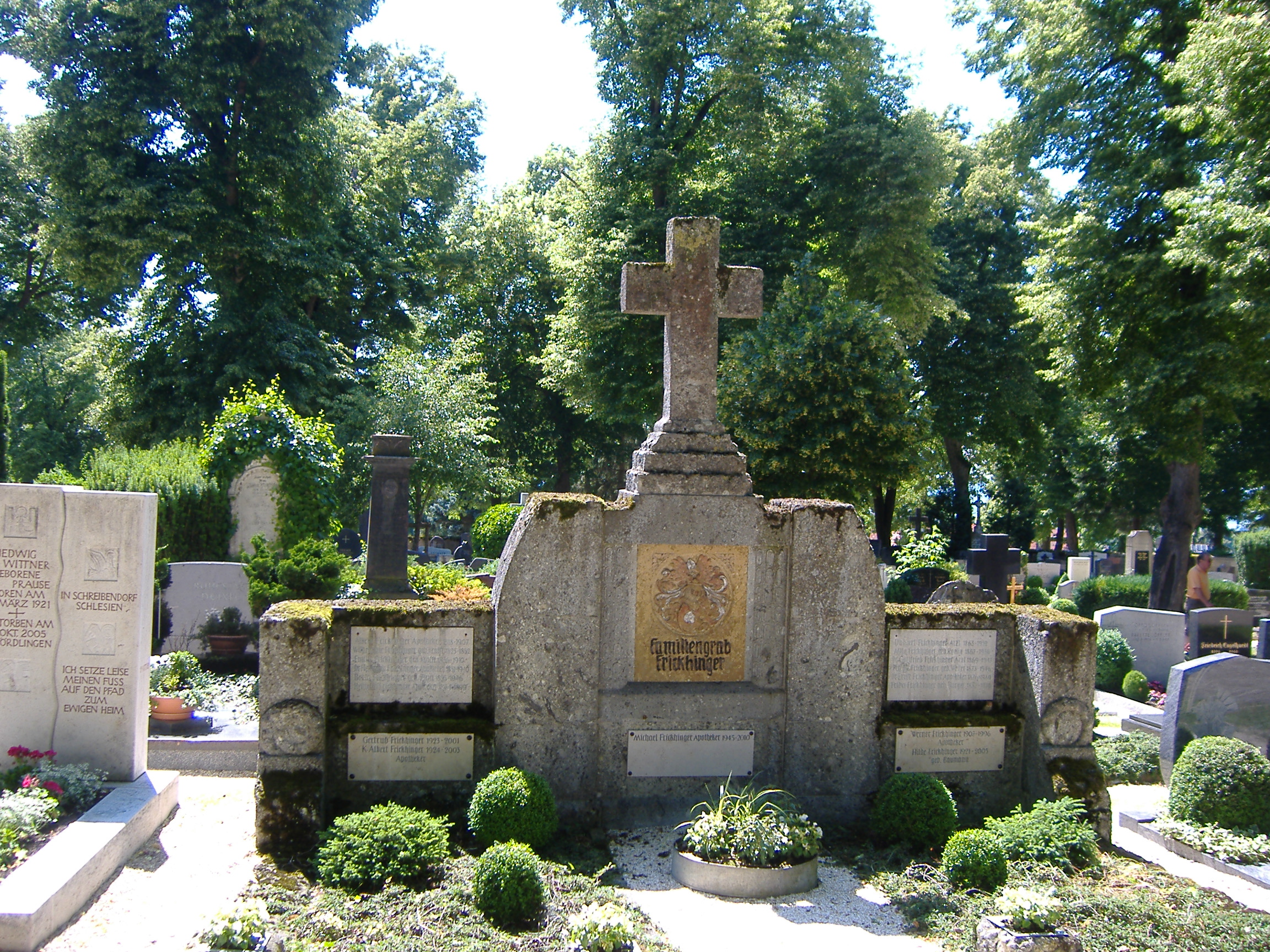
Familiengrab der bedeutenden Nördlinger Familie Frickhinger

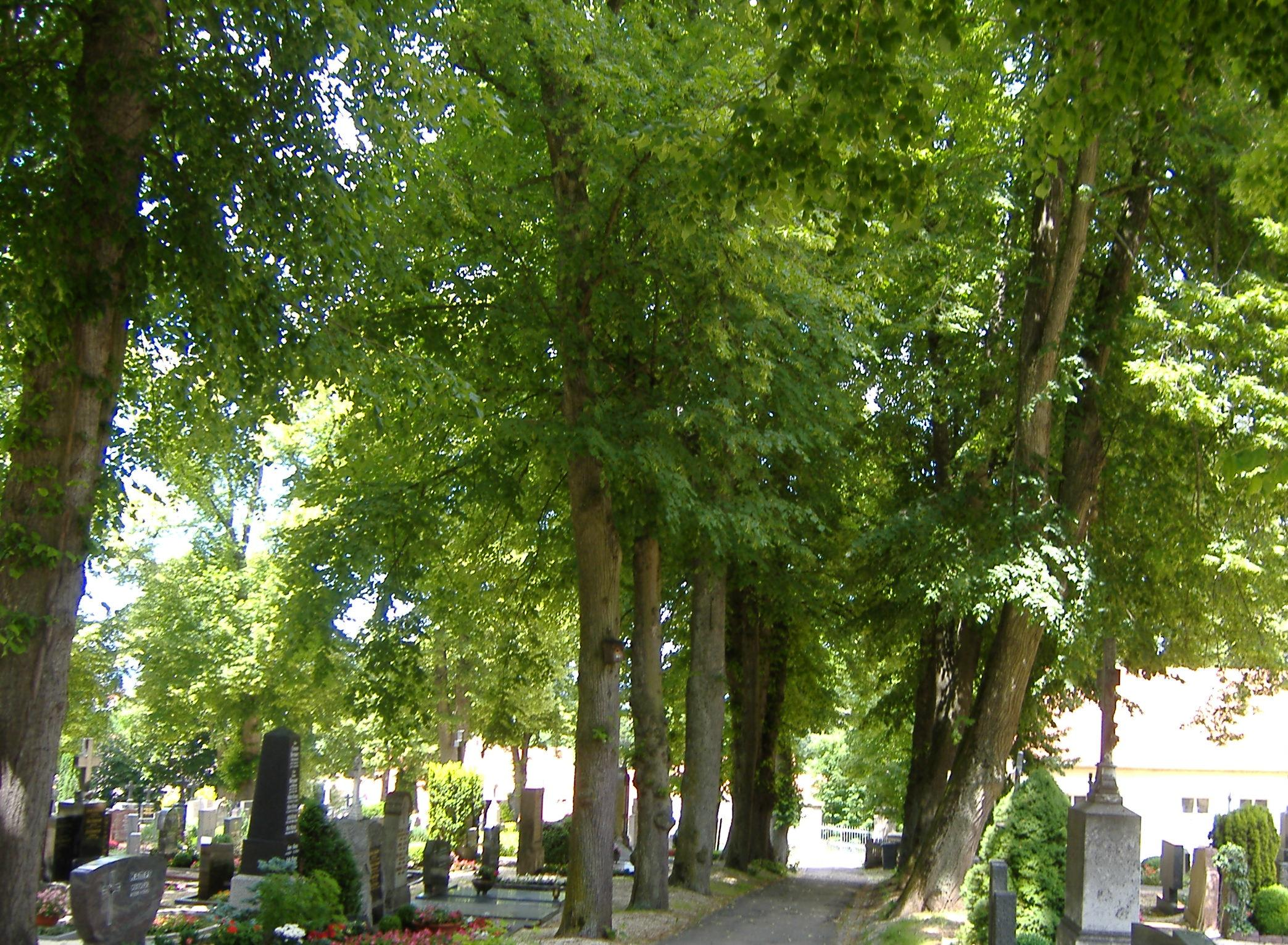
Imposante Lindenalleen säumen die Wege in und zum Friedhof

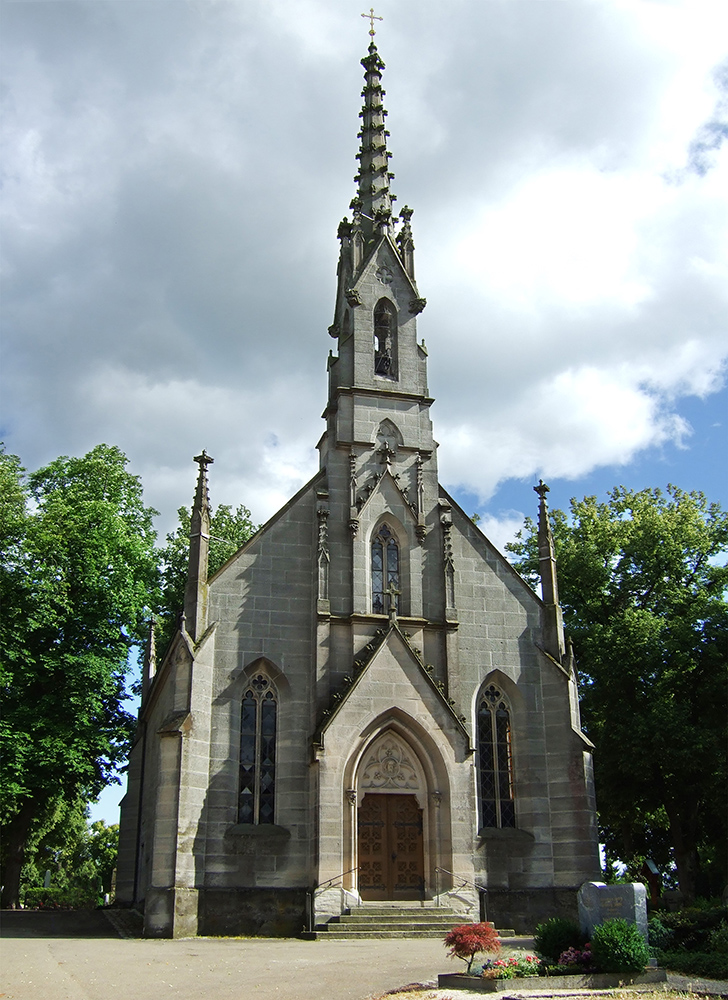
Friedhofskirche St. Emmeran

Der Nördlinger Friedhof befindet sich auf dem Nördlinger Emmeramsberg (früher auch Totenberg genannt) und umfasst den Friedhof der Evangelischen Gemeinde.

## Evangelischer Friedhof

### Geschichte
Der Friedhof entstand im frühen Mittelalter als Kirchhof der Pfarrkirche St. Emmeram. Während der Belagerung Nördlingens durch Herzog Georg den Reichen von Bayern-Landshut im Jahr 1485 wurde der Friedhofshügel militärisch genutzt und befestigt. 1550 ließ der Rat der Stadt die Kirchhöfe von St. Emmeram und der nahe gelegenen Kirchen St. Johannis und St. Leonhard erweitern.

### Friedhofskirche St. Emmeram
Die erste urkundliche Erwähnung Nördlingens im Jahr 898 spricht von zwei Kirchen, bei denen es sich wohl um die Vorgängerkirchen von St. Georg und der heutigen Friedhofskirche, die dem Heiligen Emmeram geweiht war, handelte. Die Pfarrkirche St. Emmeram wurde bei einem Unwetter am 26. Juni 1517 weitgehend zerstört. Der Wiederaufbau begann nur zwei Monate später.
Der aus Nördlingen stammende kaiserliche Rat Sixt Oelhafen stiftete um 1518 einen Flügelaltar für St. Emmeram. Während der Belagerung von Nördlingen während des Dreißigjährigen Krieges wurde die strategisch gelegene Kirche St. Emmeram von den Nördlingern selbst in Brand gesetzt.
Erst 1874 bis 1875 erfolgte der Neubau der Friedhofskirche im neogotischen Stil durch Georg Eberlein und Max Gaab.

### Prominente Gräber
Auf dem Friedhof finden sich die Gräber einiger prominenter Bürger Nördlingens:
- Karl Gottlob Beck (1733–1802), Buchdrucker und Begründer einer Verlegerdynastie
- Carl Heinrich Beck (1767–1834), Verleger, nach dem heute der Verlag C. H. Beck benannt ist
- Friedrich Wilhelm Doppelmayr (1766–1846), Politiker und Zeichner
- Johann Michael Voltz (1784–1858), Maler und Karikaturist, Vater von Friedrich Voltz
- Gottfried Ritter von Böhm (1845–1926), bayerischer Botschafter in der Schweiz und Schriftsteller
- Friedrich Völklein (1880–1960), Dichter
- Karl Schlierf (1902–1990), Maler
- Familiengrab der Frickhinger[1]